# Département de Cauca (Grande Colombie)
1821–1830
Entités précédentes :
- Province de Popayán
- Province du Chocó

Entités suivantes :
- Province de Popayán
- Province du Chocó

Le département de Cauca (departamento del Cauca, en espagnol) est une subdivision administrative de la Grande Colombie créée en 1824. Il est situé dans la partie ouest du territoire de l'actuelle Colombie.

## Histoire
Le département de Cauca est créé en 1824 par la Ley de División Territorial de la República de Colombia, qui réorganise le découpage politico-administratif du territoire de Grande Colombie.

## Géographie

### Divisions administratives
Selon la Ley de División Territorial de la República de Colombia du 25 juin 1824, le département de Cauca est subdivisé en 4 provinces :
- Province de Popayán
- Province de Buenaventura
- Province du Chocó
- Province de Pasto